# گوستاو ارنساکس (وزنه‌بردار)
گوستاو ارنساکس (استونیایی: Gustav Ernesaks; ۲ اوت ۱۸۹۶ – ۲ سپتامبر ۱۹۳۲) وزنه‌بردار اهل استونی بود.
از افتخارات وی میتوان به کسب مدال برنز در مسابقات قهرمانی وزنه‌برداری جهان ۱۹۲۲ اشاره کرد.